# Fábio Amorim
Fábio Amorim (São Gonçalo dos Campos, 28 februari 1990) is een Braziliaans voormalig voetballer die als aanvaller speelde.

## Carrière
Amorim begon zijn carrière in 2013 bij SC Internacional. Hij tekende in 2015 bij Shonan Bellmare in de J1 League. In 2016 keerde hij terug naar Brazilië waar hij voor Atlético Clube Goianiense ging spelen.